# قمرگل
قمرگل (به پشتو: قمر ګله) خواننده اهل افغانستان بود. او به عنوان دومین خواننده زن پشتو زبان شناخته می‌شد. وی یک پیشکسوت موسیقی افغانستان بود و نزدیک به پنج دههٔ فعالیت حرفه‌ای داشت. همسر او محمد دین زاخیل یکی از مشهورترین آهنگسازان افغانستان بود.

## اوایل زندگی
قمرگل در ولایت ننگرهار افغانستان به دنیا آمد. او آوازخواندن را در سن هفت یا هشت سالگی آغاز کرد و به دلیل استقبال گسترده مخاطبان، تشویق شد که آن را به‌طور حرفه ای دنبال کند.

## مهاجرت به کانادا
قمرگل به دلیل جنگ داخلی در افغانستان به کانادا مهاجرت کرد. او در انتاریو کانادا زندگی می‌کرد و در آنجا به حرفه موسیقی خود ادامه داد.

## درگذشت
قمرگل در ۱۸ قوس ۱۴۰۱ در سن ۷۰ سالگی درگذشت. او سه پسر و سه دختر از خود به جای گذاشت.